# Évêché titulaire d'Idassa
Idassa est le nom d'un diocèse de l'église primitive aujourd'hui désaffecté.
Son nom est utilisé comme siège titulaire pour un évêque chargé d'une autre mission que la conduite d'un diocèse contemporain.
Il est actuellement porté par Joseph Andrew Williams (en), évêque auxiliaire de Saint-Paul et Minneapolis.

## Situation géographique
Ce diocèse était situé en Numidie (Afrique du Nord), possiblement non loin de Merkeb-Talha en Algérie.

## Liste des évêques contemporains titulaires de ce diocèse
| Début      | Fin        | Nat.        | Nom                         | Fonction exercée                                                |
| ---------- | ---------- | ----------- | --------------------------- | --------------------------------------------------------------- |
| 05/04/1962 | 19/04/1962 | Italie      | Card. Francesco Bracci      | Secrétaire de la Congrégation pour la discipline des sacrements |
| 25/06/1963 | 19/03/2005 | Pologne     | Bohdan Bejze (pl)           | Évêque auxiliaire de Łódź                                       |
| 25/07/2005 | 19/05/2008 | Philippines | José Rojas Rojas (en)       | Évêque auxiliaire de Cáceres (en)                               |
| 19/09/2008 | 22/07/2011 | France      | Vincent Jordy               | Évêque auxiliaire de Strasbourg                                 |
| 21/12/2011 | 28/03/2018 | Brésil      | Rubens Sevilha (pt)         | Évêque auxiliaire de Vitória                                    |
| 18/05/2018 | 29/10/2021 | Italie      | Gianpiero Palmieri (it)     | Évêque auxiliaire de Rome                                       |
| 10/12/2021 | 21/05/2024 | États-Unis  | Joseph Andrew Williams (en) | Évêque auxiliaire de Saint-Paul et Minneapolis                  |
| 19/06/2024 |            | Argentine   | Pedro Bernardo Cannavó (pt) | Évêque auxiliaire de Buenos Aires                               |

## Sources
- (en) Fiche sur le site catholic-hierarchy.org